# Damiano de Veuster
Damiano (al secolo Jozef) de Veuster (Tremelo, 3 gennaio 1840 – Molokai, 15 aprile 1889) è stato un presbitero e missionario belga, appartenente alla Congregazione dei Sacri Cuori (Picpus), conosciuto anche come Padre Damien.
Missionario nell'isola di Molokai, nelle Hawaii, si dedicò particolarmente alla cura dei malati di lebbra. Nel 1995 è stato beatificato da papa Giovanni Paolo II e proclamato santo da papa Benedetto XVI l'11 ottobre 2009.

## Biografia
Figlio di contadini fiamminghi, dopo la scuola primaria nel suo paese, Damiano fu inviato a Braine-le-Comte per imparare la lingua francese. Seguendo le orme di uno dei suoi fratelli, entrò nel noviziato della Congregazione dei Sacri Cuori a Lovanio assumendo il nome di Damiano: dopo gli studi teologici e filosofici a Parigi, emise i voti perpetui il 7 ottobre 1860: suo fratello non poté realizzare il desiderio di viaggiare attivamente come missionario all'estero e Damiano fece suo il sogno del fratello.

### Missionario alle Hawaii
Il 19 marzo 1864, padre Damiano sbarcò nel porto di Honolulu, dove rimase a svolgere la sua missione: fu ordinato sacerdote il 24 maggio 1864 presso la Cathedral Basilica of Our Lady of Peace (Nostra Signora della Pace, a Honolulu), una chiesa fondata dal suo ordine religioso.
Prestò servizio pastorale presso diverse parrocchie sull'isola di Oahu proprio mentre il regno delle Hawaii stava affrontando un periodo particolarmente difficile dal punto di vista sanitario: i commercianti stranieri ed i marinai avevano introdotto nell'arcipelago numerose nuove malattie che la popolazione locale non era in grado di affrontare. Migliaia di persone morirono a causa di mali come l'influenza e la sifilide, ma anche a causa di una grave epidemia di lebbra. Re Kamehameha IV relegò i lebbrosi del regno in alcune colonie situate nel nord dell'isola di Molokai.
Padre Damiano nel 1865 fu assegnato alla Missione cattolica del nord Kohala, ma chiese al vicario apostolico, monsignor Luigi Maigret, il permesso per andare a Molokai.

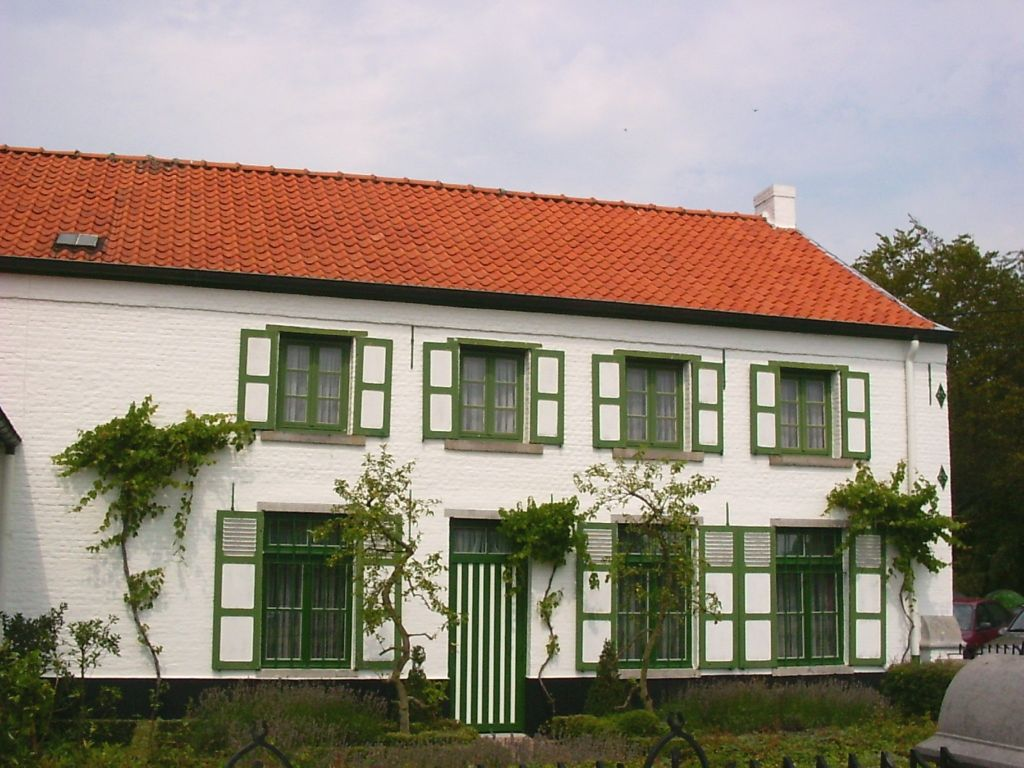
Tremelo, casa natale di padre Damiano

### Colonia di morte

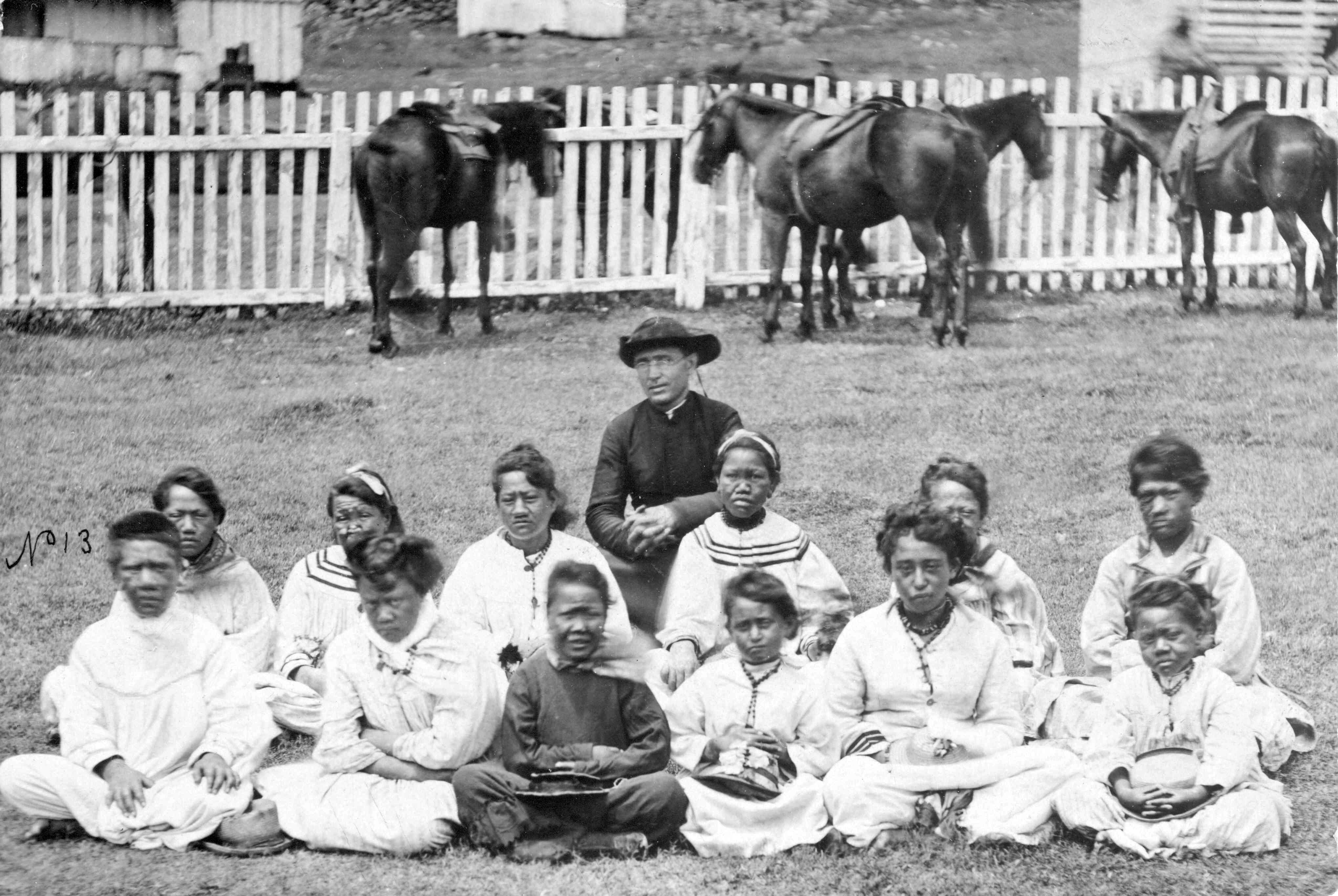
Padre Damiano tra i lebbrosi della colonia di Kalaupapa

Nel 1870 padre Damiano assunse il suo ruolo di prete e medico dei lebbrosi nelle colonie: il 10 maggio 1873 arrivò presso la colonia di Kalaupapa.
Il primo impatto con la realtà di Molokai fu terrificante: non esisteva nessuna legge, donne e bambini erano costretti alla prostituzione, i malati venivano abbandonati senza cure in una specie di ospedale dove i medici erano lebbrosi a loro volta, i morti erano lasciati insepolti.
Il vescovo Maigret presentò Damiano ai coloni come un padre, e aggiunse, che li avrebbe amati a tal punto che non avrebbe esitato a divenire uno di loro: "vivere e morire con loro". I lebbrosi che vivevano nella colonia di Kalaupapa erano oltre 600. La prima cosa che fece Damiano fu di costruire una chiesa e di stabilire la parrocchia di Santa Filomena. Passava per i villaggi battezzando e promuovendo il culto al SS.mo Sacramento, del quale diceva: "Senza la presenza costante del nostro Divino Maestro nella mia povera cappella, io non avrei mai potuto perseverare, condividendo la mia sorte con quella dei lebbrosi di Molokai".
Non fu solo un sacerdote; svolse bene anche il ruolo di dottore: curò ulcere, costruì case e letti, costruì bare e scavò tombe. Quella di Kalaupapa è stata definita una "colonia di morte", dove molte persone furono costrette a lottare per sopravvivere, dimenticate dal governo: l'arrivo di Damiano fu considerato una svolta per la comunità.
Sotto la sua direzione, la comunità si dotò di leggi che regolassero la vita comune, costruì capanne e case decorose anche esteticamente, eresse scuole e creò fattorie, costruì cappelle, un orfanotrofio, refettori e dormitori.

### Cavaliere dell'Ordine di Kalākaua
Re Kalākaua delle Hawaii insignì padre Damiano del grado di Commendatore dell'Ordine reale di Kalākaua I e, quando la principessa Liliʻuokalani visitò la colonia per consegnargli le insegne dell'onorificenza, rimase profondamente turbata nel vedere lo stato in cui vivevano i lebbrosi, tanto che non riuscì a completare il discorso ufficiale.
Fu proprio la principessa a far conoscere al mondo i meriti del religioso: la sua fama si diffuse in Europa e negli Stati Uniti ed anche i protestanti americani e la Chiesa d'Inghilterra elargirono grandi somme di denaro per il missionario.

### Morte
Nel dicembre del 1884 Damiano, mettendo a bagno i suoi piedi nell'acqua calda, non poté sentirne il calore: si accorse così di aver contratto la lebbra.
Nonostante la scoperta continuò a lavorare attivamente per portare a fine i suoi progetti fino alla morte: fu raggiunto comunque da quattro collaboratori: il sacerdote Luigi Lambert Conrardy, madre Marianna Cope, superiora delle suore francescane di Syracuse, Joseph Dutton, soldato americano in congedo, ritiratosi a causa di un matrimonio fallito per alcolismo e James Sinnett, infermiera di Chicago.
Padre Damiano morì di lebbra nel 1889, all'età di 49 anni: fu prima seppellito a Molokai. Fu riportato in patria soltanto nel 1936 dalla goletta Mercator e il suo corpo fu trasferito a Lovanio (Belgio) vicino al villaggio in cui nacque.

### Mahatma Gandhi
Mahatma Gandhi difese la vita e il lavoro di Padre Damiano; citò Damiano come fonte di ispirazione per le sue campagne sociali in India che condussero alla libertà della sua gente e garantirono l'aiuto per quanti avevano bisogno.
Gandhi scrisse: "La politica e il mondo giornalistico possono vantare eroi, ma pochi possono essere paragonati a Padre Damiano di Molokai. Vale la pena dare un'occhiata alle fonti di tale eroismo".

## La venerazione

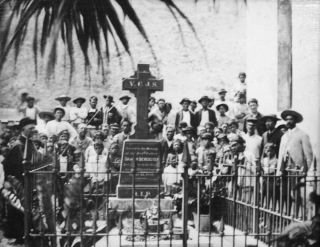
La tomba di padre Damiano nel giorno della sua sepoltura, aprile del 1889

Padre Damiano è stato beatificato a Bruxelles da papa Giovanni Paolo II il 3 giugno 1995.
Il 20 dicembre 1999 Jorge Medina Estévez, Cardinale Prefetto della Congregazione per il culto divino e la disciplina dei sacramenti, su richiesta dalla Conferenza Episcopale degli Stati Uniti, inserì il nome di Damiano nel calendario liturgico (fra gli extra commemorativi) al giorno 10 maggio.
La Congregazione per le cause dei santi ha esaminato alcuni casi di guarigioni attribuite all'intercessione di padre Damiano e ne ha riconosciuto la natura sovrannaturale.
Il 1º dicembre 2005, Padre Damiano è stato scelto in un sondaggio condotto dalla radio-televisione pubblica fiamminga VRT e dal quotidiano De Standaard come il più grande belga di tutti i tempi.
L'11 ottobre 2009 papa Benedetto XVI ha canonizzato padre Damiano.
L'11 ottobre 2014, per la ricorrenza della canonizzazione, la Cathedral Basilica of Our Lady of Peace di Honolulu è diventata basilica minore.

## Nella cultura
A Damiano de Veuster furono dedicati:
- il cortometraggio The Great Heart del 1938;
- il film Molokai, l'isola maledetta (Molokai, la isla maldita) del 1959;
- il film Molokai: The Story of Father Damien del 1999.